# Lorca, muerte de un poeta
Lorca, muerte de un poeta es una serie de televisión de 1987 dirigida por Juan Antonio Bardem y emitida ese año por la Televisión Española. Es un docudrama que utiliza material documental para rastrear la vida del poeta, escritor y activista español Federico García Lorca, que fue asesinado en 1936 por los partidarios del dictador Francisco Franco, durante la guerra civil española.
La serie fue estrenada en la 32 edición de la Semana Internacional de Cine de Valladolid en octubre de 1987, siendo la única producción española (a fecha de su estreno) en recrear la vida y muerte de García Lorca.

## Argumento
Cada episodio se abre con el asesinato de Lorca por un pelotón de fusilamiento, y luego retrocede a una época diferente de su vida y la historia política de España. Traza su carrera, su amistad con figuras luminarias tales como Salvador Dalí y su relación con su familia.
Los dos episodios finales representan el golpe militar de España y el derramamiento de sangre que significó la Guerra Civil.

## Capítulos
La serie está dividida en seis episodios que suman un total de seis horas, y se basó en la obra La represión nacionalista de Granada en 1936 y la muerte de Federico García Lorca (1971) de Ian Gibson. El guion fue escrito por el director junto a Mario Camus y Gibson. Los seis capítulos fueron emitidos los sábados en prime time en La 1 de Televisión Española desde el 28 de noviembre de 1987 al 1 de enero de 1988.
| Episodio | Título                             | Duración (min.) | Fecha de emisión        |
| -------- | ---------------------------------- | --------------- | ----------------------- |
| 1        | Impresiones y paisajes (1903-1918) | 55              | 28 de noviembre de 1987 |
| 2        | La residencia (1918-1923)          | 55              | 5 de diciembre de 1987  |
| 3        | El amor oscuro (1925-1928)         | 55              | 12 de diciembre de 1987 |
| 4        | El llanto (1929-1935)              | 55              | 19 de diciembre de 1987 |
| 5        | Una guerra civil (1935-1936)       | 55              | 26 de diciembre de 1987 |
| 6        | La muerte (1936)                   | 80              | 1 de enero de 1988      |

## Película
La serie también ha sido emitida en formato de película de 121 minutos compuesta únicamente por los dos últimos episodios. Fue estrenada en noviembre de 1987, el mismo día de su primera emisión en televisión, en el Festival Iberoamericano de Huelva. Ese mismo año, el 10 de diciembre, fue estrenada en Granada, tierra natal de Lorca. Fue editada en VHS en 1994.

## Producción
La idea de realizar la serie surgió en 1979, pero debido a ciertos retrasos no pudo completarse hasta el año de su estreno. En un principio se iba a tratar de una película (como finalmente también fue emitida) sobre la vida de Lorca con producción soviética, luego con coproducción mexicana, y finalmente, fue producida por RTVE a cambio de los derechos de emisión en formato de miniserie.
Televisión española eligió al actor británico Nickolas Grace en el papel protagonista. En ese momento, era más conocido en España por su actuación en la miniserie británica Retorno a Brideshead. En Lorca, muerte de un poeta, actuó su diálogo en idioma inglés (los demás actores lo hicieron en español), y recitó los versos de Lorca en un español con acento inglés. Sus discursos fueron luego doblados por un actor español. Curiosamente, el doblaje de las escenas que actuó en inglés funcionó mejor que las escenas en las que recita a Lorca en español. La elección de Grace para el papel garantizó la venta de la serie a la televisión británica y estadounidense, donde se distribuyó con el título Lorca: muerte de un poeta.
Las escenas fueron grabadas en Granada, aunque no siempre respetando los lugares originales donde el poeta vivió sus momentos más destacados. El equipo de producción también se trasladó para los rodajes a las ciudades españolas de Madrid, Valladolid, Sevilla, Santander, Soria, Cadaqués y Baeza, junto a Nueva York y Buenos Aires. El tema de la homosexualidad de Lorca no es abordado de forma directa, sino veladamente en el tercer episodio.

## Premios
- Premio a Juan Antonio Bardem como Mejor director por el Centro de Investigaciones Históricas - Film Historia (1987)[4]
- Ganadora del TP de Oro a la Mejor serie nacional (1988)
- Gran Premio de la Crítica, en la categoría de programas de ficción, en el Festival de Montecarlo (1988)[10][4]